# 列叶盆距兰
列叶盆距兰（学名：Gastrochilus distichus）为兰科盆距兰属下的一个种。

## 扩展阅读
- 維基物種上的相關：列叶盆距兰